# 奇迹广场
43°43′24″N 10°23′43″E / 43.72333°N 10.39528°E
奇迹广场（義大利語：Piazza dei Miracoli），正式名稱為主教座堂广场，是意大利托斯卡纳大区比萨市中心一片围墙包围的区域，作為歐洲中世紀藝術的重要中心，部分为草地。广场上有四大建筑：比萨主教座堂、比萨斜塔（钟楼）、圣若望洗礼堂、比萨墓园，它們的外牆面均為乳白色大理石砌成，各自相對獨立但又形成統一的羅馬式建築風格。
1987年，整个广场被联合国教育科学文化组织评选为世界遗产。

## 得名
奇迹广场得名於意大利作家邓南遮1910年的小说Forse che si forse che no中的描写：
L’Ardea roteò nel cielo di Cristo, sul prato dei Miracoli.（“Ardea旋转了基督的天空，旋转了奇迹的草地。”）

## 區域建築

### 大教堂（Duomo）

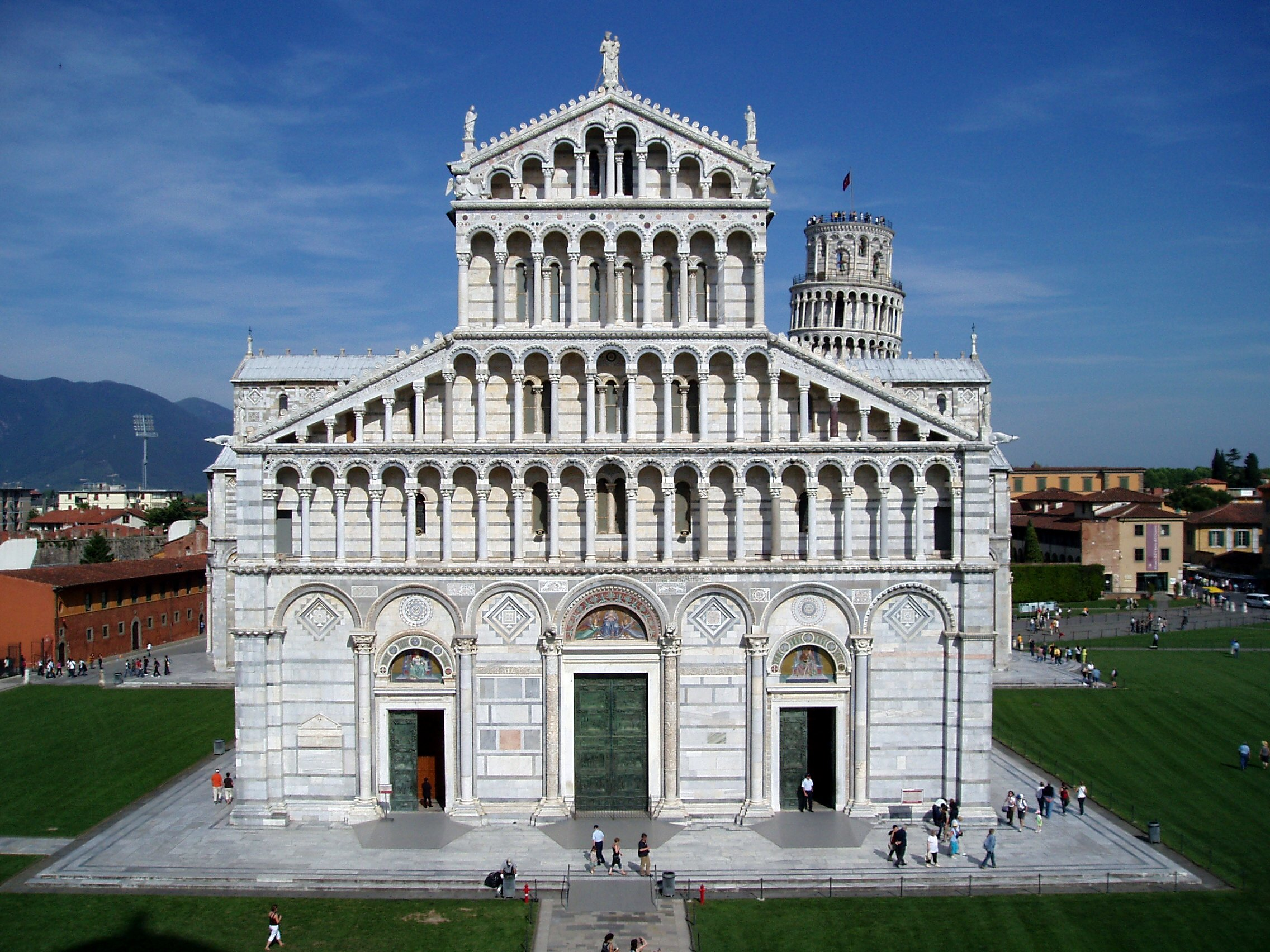
大教堂正面

大教堂位於奇蹟廣場正中央，正式名稱為聖母升天主教座堂（Cattedrale di Santa Maria Assunta），除了是天主教比萨总教区的主教座堂，更是中世紀的羅曼式建築傑作，代表比薩海上共和國的威望和財富。該教堂目前的外觀，是在不同時代進行的修復工程而呈現的結果。
大教堂始建於1064年，是由義大利建築師布舍托（Buscheto）開始建造，其內部的馬賽克以及尖拱裝飾則帶有強烈的拜占庭風格，其精心雕刻的講道壇（1302-1310年間製作）是中世紀雕塑家喬瓦尼·皮薩諾( Giovanni Pisano )的作品，曾在1595年的教堂火災遭受嚴重的破壞。不過這些碎塊被妥善保存200年後，直到1926年才再度發現並復原。大教堂在這場火災後進行了修復，除此之外，大教堂還埋葬著比薩的主保聖人聖拉涅利（Rainerius）的骸骨和神聖羅馬帝國皇帝亨利七世的墳墓。

### 洗禮堂（Baptistery）
洗禮堂位於比薩大教堂前方，始建於1152年，然而該建築直到 14 世紀才完工，洗禮堂高54.86米，周長107.24米，是義大利目前最大的洗禮堂。外觀也是從羅曼式建築到哥德式建築風格過渡的例子之一。其中建築下層使用羅曼式的圓形拱門，而上層採用哥德式風格的尖拱，內部的祭壇則是由喬瓦尼的父親尼古拉·皮薩諾（Nicola Pisano）於 1255 年至 1260 年間雕刻而成。

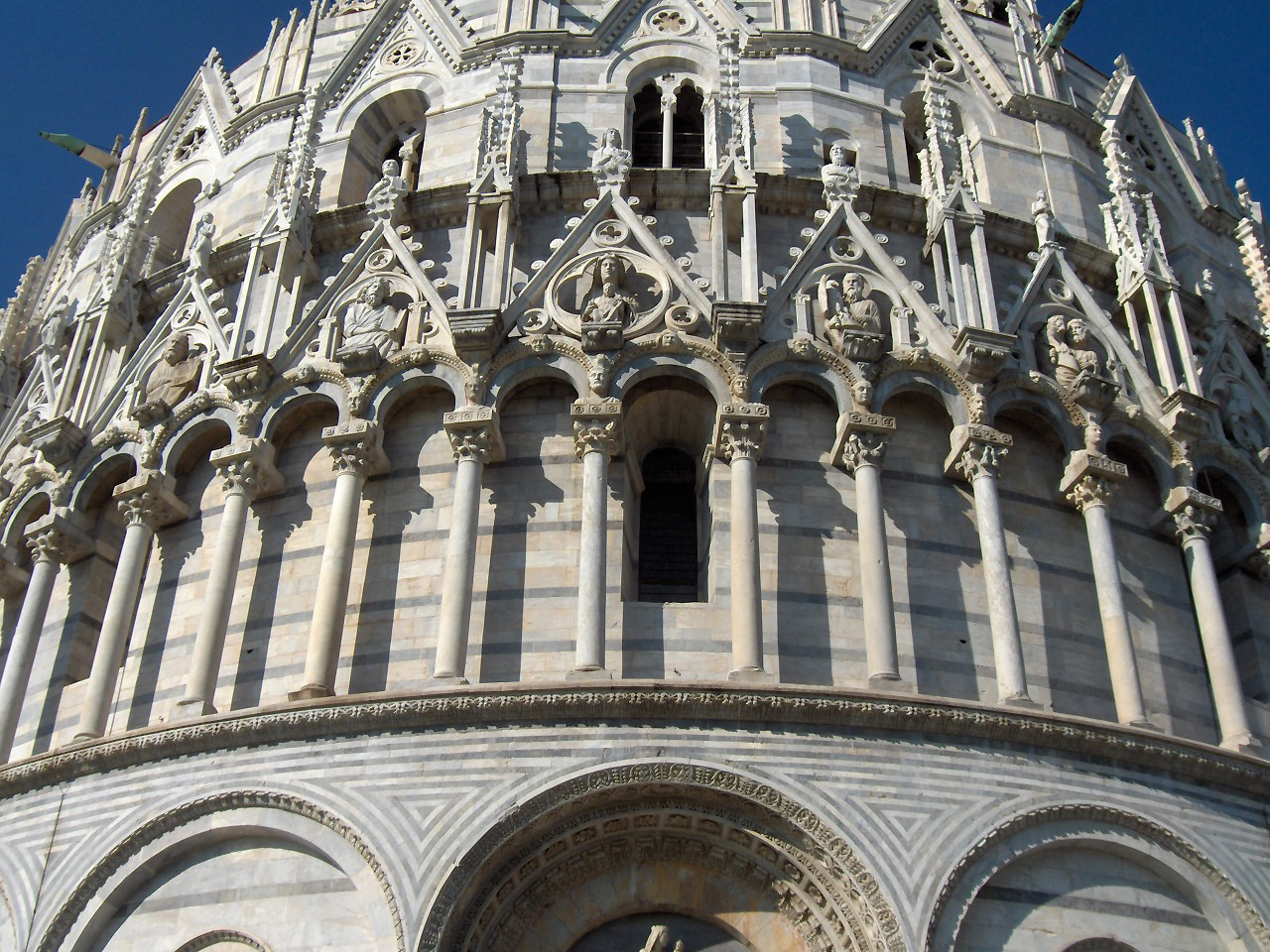
洗禮堂的建築物特寫
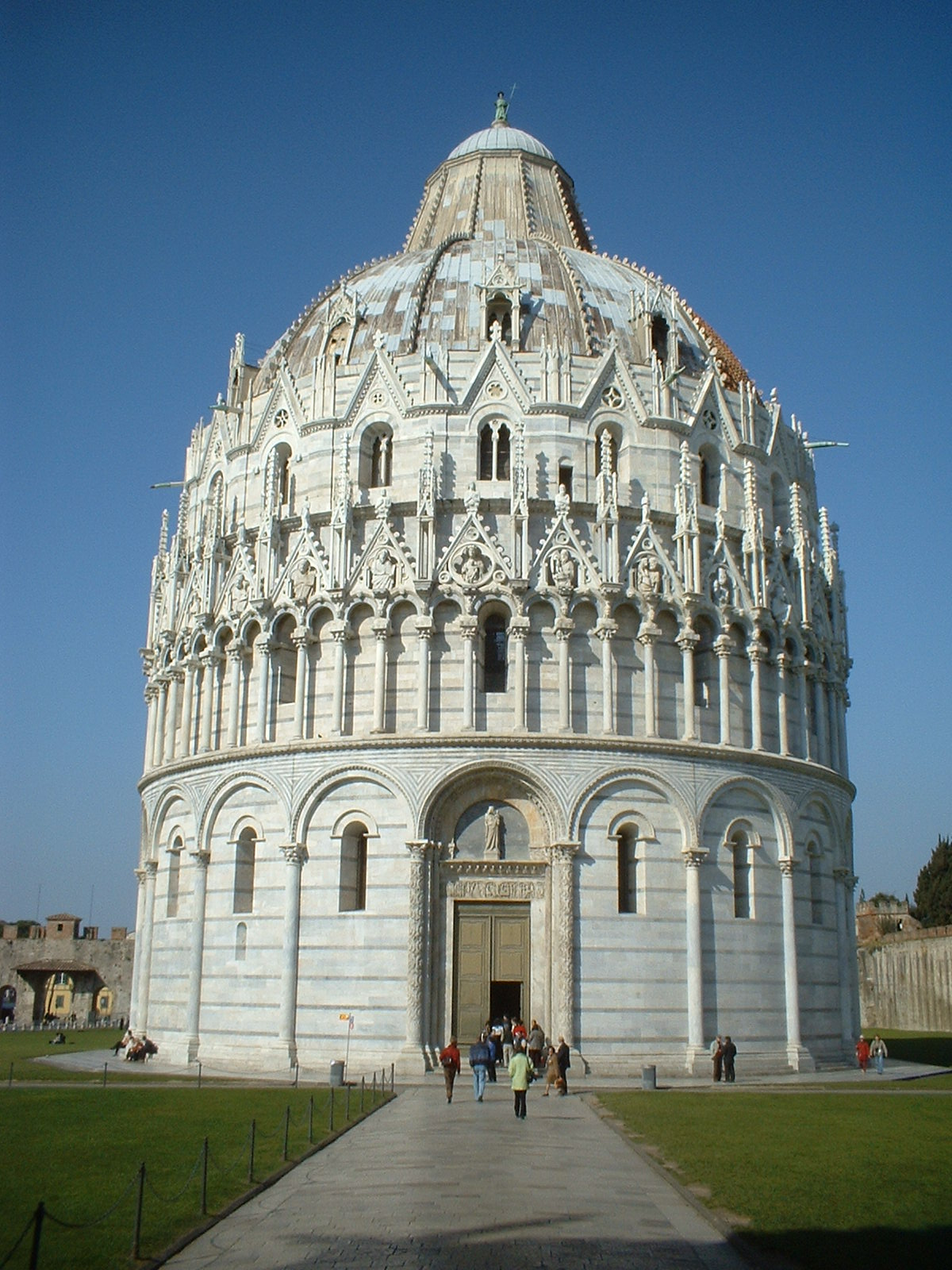
洗禮堂外貌
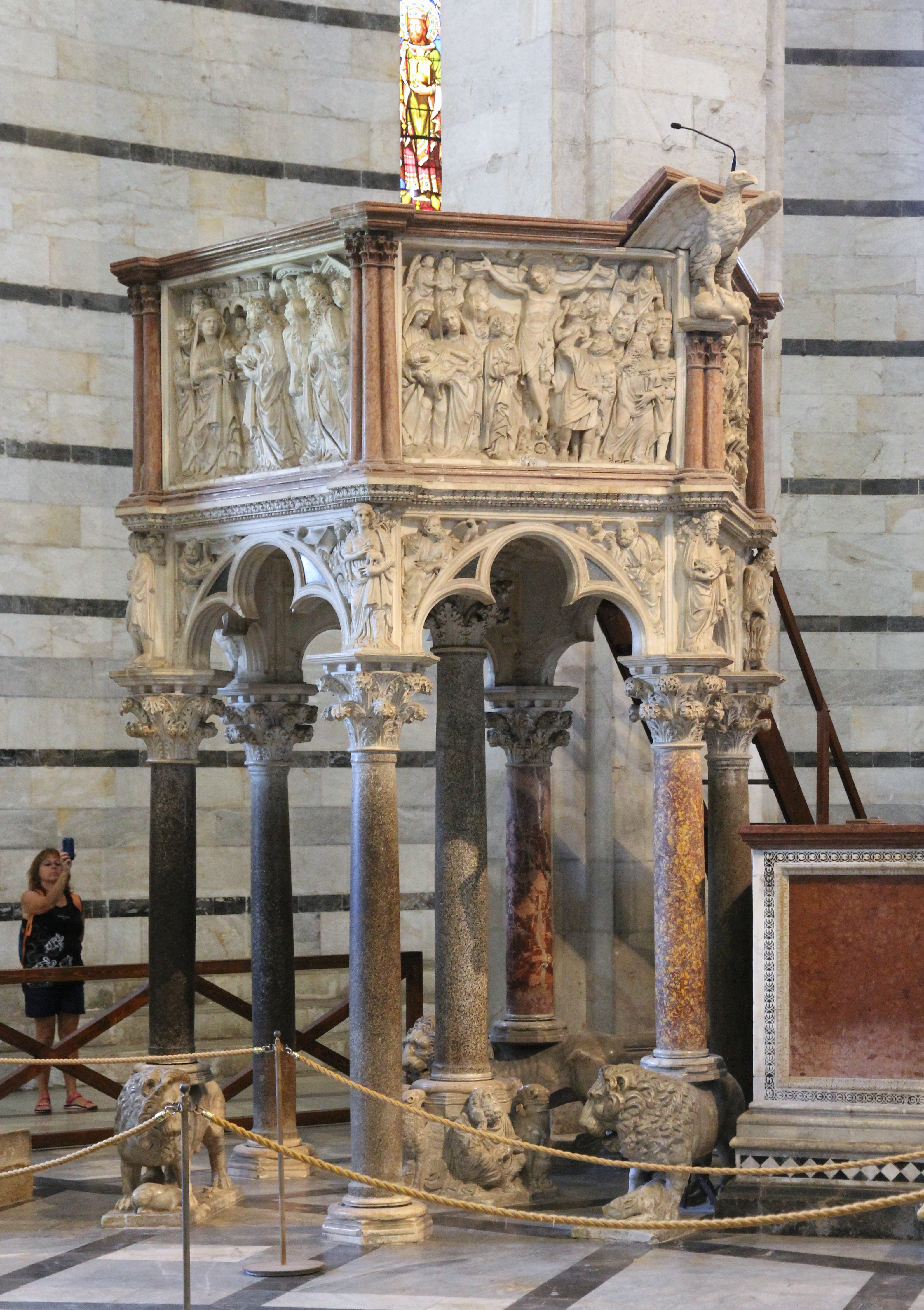
洗禮堂的講道壇
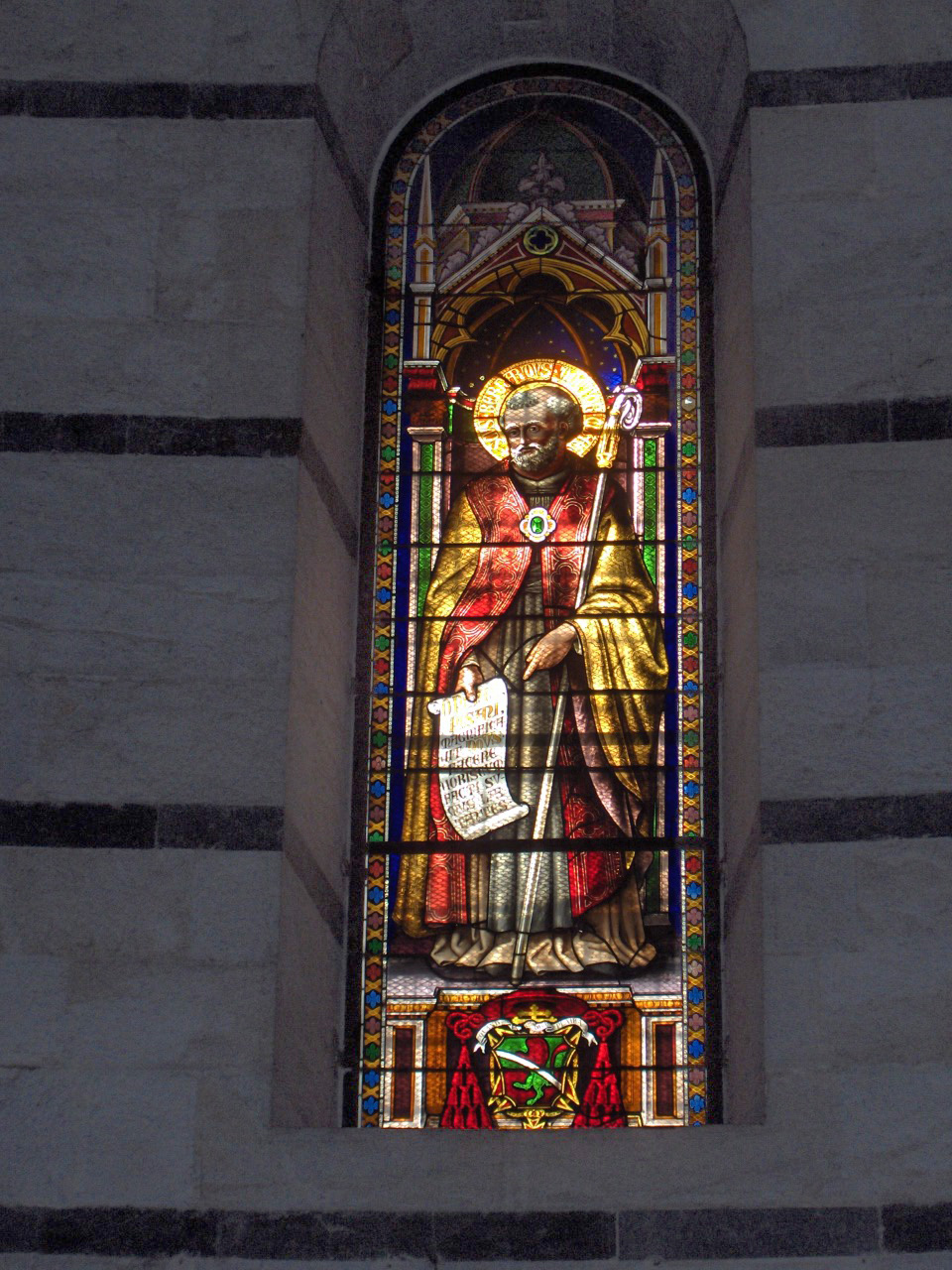
洗禮堂窗戶
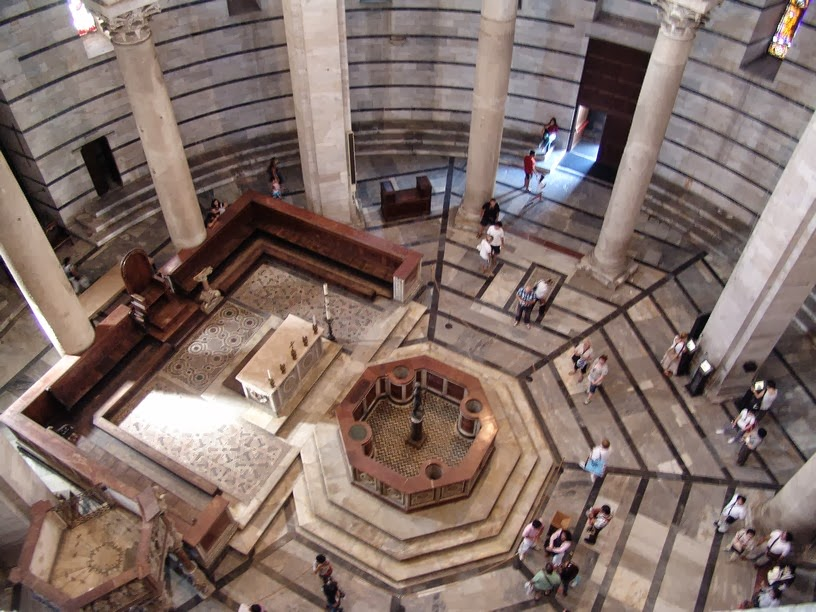
室內空間

### 鐘樓（Capanile）
鐘樓是廣場最著名的地標，同時也是比薩大教堂附屬之獨立式塔樓，位於比薩大教堂的後面，始建於1173年，設計為垂直建造，但是在工程開始後不久便由於地基不均勻和土層鬆軟而傾斜，1372年完工，塔身傾斜向東南。比薩斜塔毫無疑問是建築史上的一座重要建築。在發生嚴重的傾斜之前，它大膽的圓形建築設計已經向世人展現了它的獨創性。雖然在更早年代的義大利鐘樓中，採用圓形地基的設計並不少見，類似的例子可以在拉文納、托斯卡納和翁布里亞找到，但是，比薩鐘樓被認為是獨立於這些原型，更大程度上，它是在借鑑前人建築經驗的基礎上，獨立設計並對圓形建築加以了發展，形成了獨特的比薩風格。

### 坎波桑托紀念碑

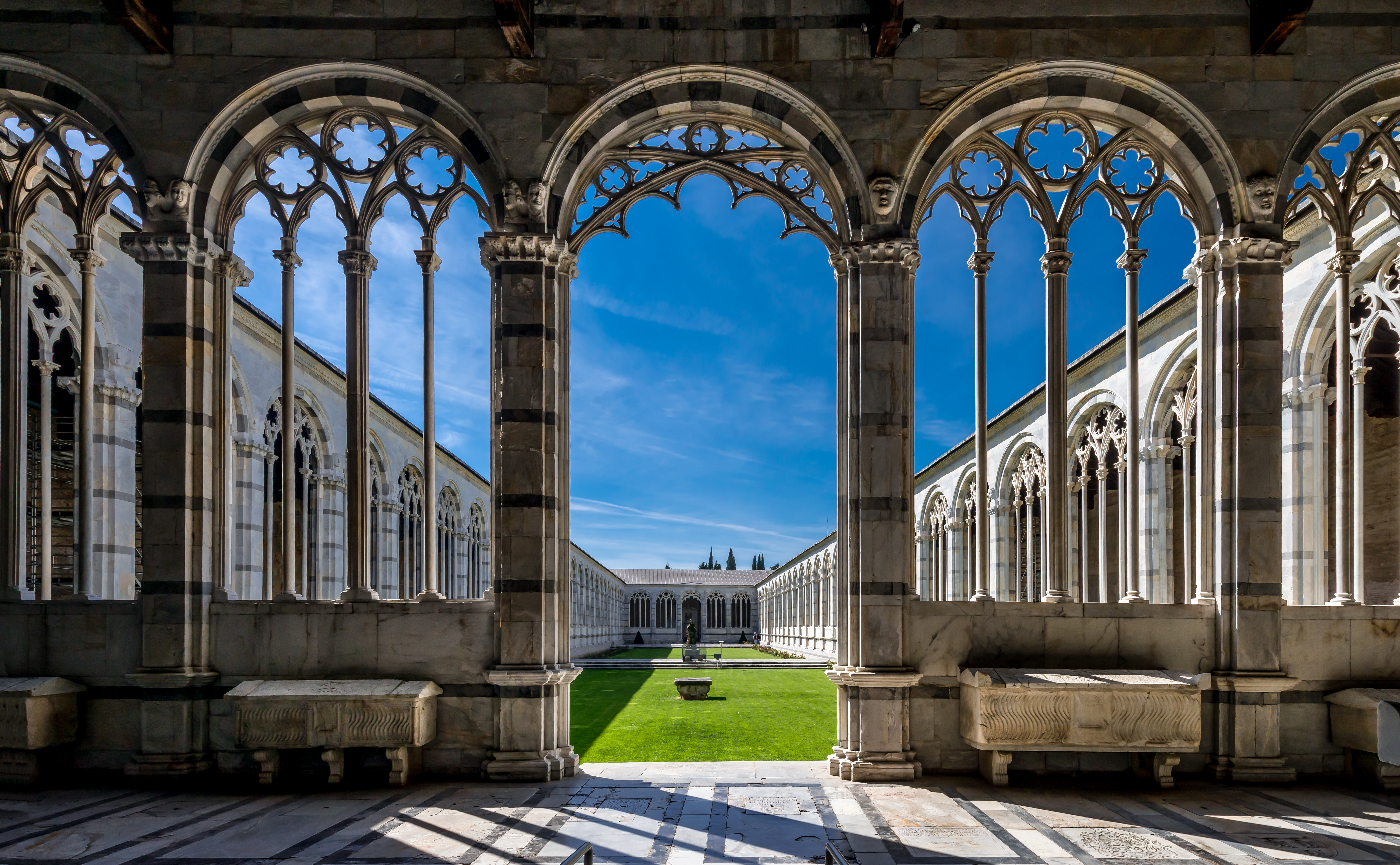
坎波桑托紀念碑

## 入选世界遗产
1987年4月，国际文化纪念物与历史场所委员会提名意大利比萨城的奇迹广场（包括大教堂、洗礼堂、比萨斜塔和墓园）为世界文化遗产，认为其满足以下四个获选条件：
1. 奇迹广场上的四座建筑堪称建筑杰作，它们在空间上的设计从艺术上角度是独一无二，“代表了人类创造精神的杰作”（文化遗产标准一）；
2. 奇迹广场的建筑深刻影响了从11世纪到1284年的建筑发展和14世纪的艺术发展，“通过建筑或技术、有纪念意义的艺术品、城市规划或景观设计，展现了在一段时期内或在一个文化区域中进行的有重要意义的人文价值的交流”（文化遗产标准二）；
3. 奇迹广场包含了几座典型的宗教建筑，各自拥有不同的宗教作用，共同组成了一个中世纪基督教建筑的典范，“突出地代表了某一类建筑或技术的，并且展示了人类历史上的某一段或几段非常重要的时期”（文化遗产标准四）；
4. 19岁的伽利略在比萨大教堂内观察铜制吊灯的摆动，从而发现了小摆动的等时性定律，这是他动力学研究的序幕；在比萨斜塔顶的实验使他得出了自由落体定律，奇迹广场上的两座建筑直接同物理学的历史相联系，“直接或明确地同某些具有突出的、普世的价值的事件、现实的传统、思想、信仰、文化作品或文艺作品相联系”（文化遗产标准六）。

1987年12月，联合国教育科学文化组织世界遗产委员会第11次会议决定将其收入世界遗产名录，编号第395号。

## 圖片

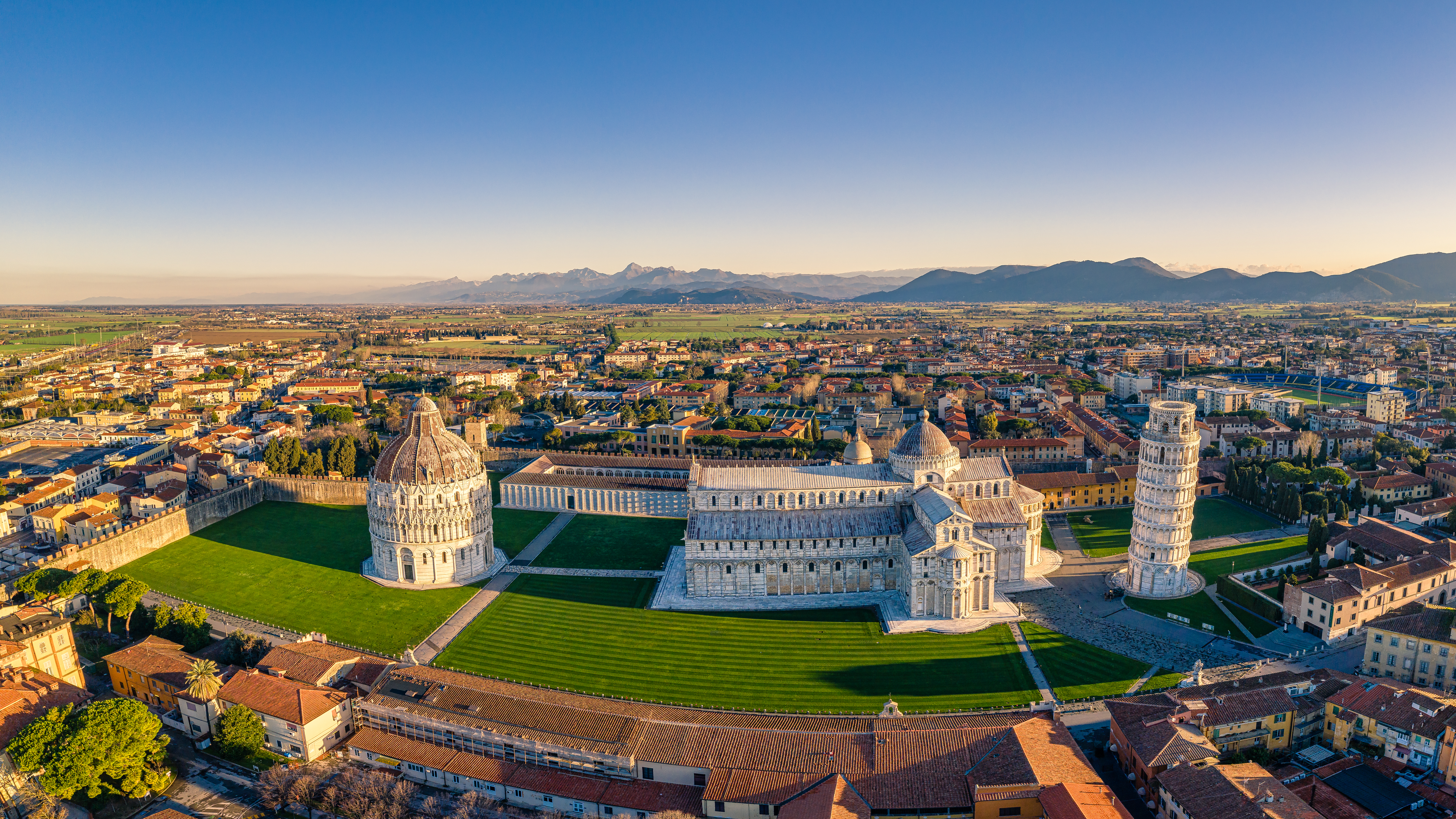
奇迹广场

## 另見
- 教堂建筑

## 外部連結
- 官方網站 （页面存档备份，存于）
- 圖庫 （页面存档备份，存于）
- 奇蹟廣場 （页面存档备份，存于）
- 漢斯·馮·魏森弗魯 (Hans von Weissenfluh) 的奇蹟廣場360°全景照片 （页面存档备份，存于）
- 奇迹广场數位化檔案

Template:Landmarks of Tuscany